# Джавахишвили, Михаил Саввич
Михаил Саввич (Сабавич) Джавахишвили (груз. მიხეილ საბას ძე ჯავახიშვილი, настоящая фамилия — Адамашвили (груз. ადამაშვილი); 8 ноября 1880, Церакви, Тифлисская губерния, Российская империя, — 30 сентября 1937, Тбилиси, Грузинская ССР, СССР) — грузинский советский писатель. Считается одним из лучших грузинских писателей XX века. Арестован 14 августа 1937 года и после пыток был вынужден написать «признание». Расстрелян 30 сентября 1937 года. Имущество конфисковано, архивы уничтожены, брат расстрелян, вдова отправлена в ссылку. Оставался под запретом цензуры до конца 1950-х годов, после реабилитирован. 

## Биография
Родился в деревне Церакви, ныне — в регионе Квемо-Картли, Грузия (которая тогда была частью Российской империи). Причина смены фамилии была объяснена самим писателем позже. По его словам, его дед, урождённый Джавахишвили (благородное семейство из провинции Картли) убил человека, из-за чего ему пришлось бежать в Кахетию, где он взял новое имя Токликишвили. Вскоре дед Михаила, Адам, вернулся в Картли, и его сын Саба был зарегистрирован как Адамашвили. Михаил носил это имя в молодости, но позже он взял фамилию предков — Джавахишвили. Он поступил в училище садоводства и виноградарства в Ялте, но семейная трагедия заставила его бросить учёбу: грабители убили его мать и сестру, а также вскоре скончался отец. Вернувшись в Грузию в 1901 году, он работал на медеплавильном заводе в Кахетии.
Первый рассказ был опубликован в 1903 году под псевдонимом Джавахишвили, за которым последовала серия журналистских статей с критикой власти России. В 1906 году царские репрессии вынудили его эмигрировать во Францию, где он изучал искусство и политическую экономию в университете Парижа. После многочисленных путешествий в Швейцарию, Великобританию, Италию, Бельгию, США, Германию и Турцию с 1908 по 1909, он тайно вернулся на родину под чужим паспортом. Издавал журнал «Эри» («Нация»), за что был судим и выслан из Грузии в 1910 году. Он вернулся в 1917 году и после почти 15-летней паузы возобновил писательскую деятельность. В 1921 году он вступил в Национально-демократическую партию Грузии и находился в оппозиции к советскому правительству Грузии, созданному в том же году. В 1923 году, во время большевистских нападок на партию, Джавахишвили был арестован и приговорен к смертной казни, но был оправдан при посредничестве грузинского Союза писателей и освобождён после шести месяцев тюремного заключения. Примирение Джавахишвили с советской властью было только поверхностное, и его отношение с новыми властями оставалось непростым.
Из-за своих патриотических взглядов Джавахишвили был арестован и сослан несколько раз даже в эпоху царской России. После краха первой Грузинской демократической республики и образования Грузинской ССР писатель всегда был под специальным наблюдением из-за своих взглядов и прошлого членства в Национально-демократической партии. В 1924 году, подозреваясь в участии в националистических восстаниях, он был заключен в тюрьму и после серии допросов и пыток, приговорен к смерти. Выжил только потому, что Серго Орджоникидзе «проявил милосердие», о котором его лично попросили близкие друзья Джавахишвили — критик Павел Ингороква и известный врач Николоз Кипшидзе.
Отношения между писателем и правящим режимом всегда были напряжёнными, в 1930 году Джавахишвили столкнулся с Малакием Торошелидзе, руководителем Союза писателей Грузии и народным комиссаром Грузии по вопросам образования, обвинялся в троцкизме.
С приходом к власти в Грузии Лаврентия Берии Джавахишвили в течение короткого времени дышал свободно. Его роман «Арсен из Марабды» был переиздан и экранизирован. Тем не менее, он не смог избежать критики со стороны большевиков даже после того как опубликовал в 1936 году более умеренное произведение, «Судьба женщины». Советский идеолог Владимир Ермилов осудил роман, утверждая, что он иллюстрирует большевиков как чистых террористов. Вскоре Берия был возмущен отказом Джавахишвили последовать его совету и описать деятельность большевиков в дореволюционной Грузии. Кроме того, Джавахишвили подозревался в воспрепятствовании аресту писателя Григола Робакидзе и оказании ему помощи в побеге в Германию ещё в 1930 году. В 1936 году был обвинен в восхвалении французского писателя Андре Жида, книга которого Retour De L’URSS и высокая оценка грузинских писателей обернулись для обоих — Жида и Джавахишвили — званием врагов народа.

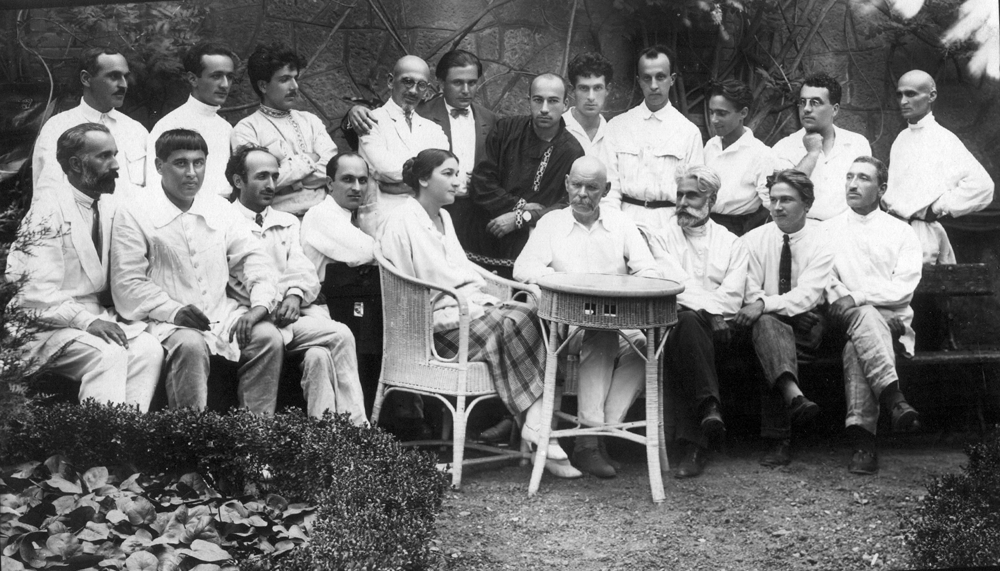
Максим Горький в гостях у грузинских писателей в саду Дворца писателей Грузии. 24 июля 1928 года. Джавахишвили — во втором ряду четвёртый слева

22 июля 1937 года, когда поэт Паоло Яшвили застрелился в здании Союза писателей, на сессии Союза была принята резолюция, осуждающая поступок поэта и квалифицирующая его антисоветской провокацией, Джавахишвили был единственным человеком, кто по-настоящему славил мужество поэта. Четыре дня спустя, 26 июля, президиум Союза проголосовал: «Михаил Джавахишвили, как враг народа, шпион и диверсант, должен быть исключен из Союза писателей и физически уничтожен». Его друзья и коллеги, в том числе те, кто уже был в тюрьме, были вынуждены свидетельствовать против Джавахишвили как контрреволюционного террориста. Только критик Геронтий Кикодзе покинул сессию Союза в знак протеста, чтобы не давать согласие на этот произвол. Писатель был арестован 14 августа 1937 году, его пытали в присутствии Берии, пока он не подписал «признание».
Джавахишвили был расстрелян 30 сентября 1937 года. Его имущество было конфисковано, архивы уничтожены, брат расстрелян, а вдова отправлена в ссылку. Джавахишвили оставался под запретом цензуры до конца 1950-х годов, когда он был реабилитирован, а его произведения переизданы.
Последние слова: «Я не виновен! Перед грузинским народом и моей родиной я не совершал никаких преступлений, но поскольку нужна жертва, я готов пожертвовать собой ради Грузии, вы меня уничтожите, но вы никогда не сможете стереть то, что я оставил, я посадил на земле и воде Грузии дуб, корни которого вам никогда не искоренить». Эти слова произнес Михаил Джавахишвили после вынесения смертельного приговора перед военной коллегии верховного суда СССР.

## Награды
- орден Трудового Красного Знамени (22.03.1936)

## Память
В 1997 году в Тбилиси был открыт дом-музей Джавахишвили по адресу: улица Джавахишвили, дом 21. На доме установлена мемориальная доска

## Творчество

### Романы
- 1924 — კვაჭი კვაჭანტირაძე / Квачи Квачантирадзе (в рус. пер. «Каналья, или Похождения авантюриста Квачи Квачантирадзе», 1999)[7].
- 1924 — ჯაყოს ხიზნები / Хизаны Джако или Обвал (рус. пер. 1929).
- 1926 — თეთრი საყელო / Белый воротник (рус. пер. 1929).
- 1928 — გივი შადური / Гиви Шадури.
- 1933—36 — არსენა მარაბდელი / Арсен из Марабды (рус. пер. 1956).
- 1936 — ქალის ტვირთი / Судьба женщины (рус. пер. 1963).

### Экранизации
- «Постояльцы Джако» (2009) Дато Джанелидзе — экранизация романа расстрелянного в 1937-м Михаила Джавахишвили.
- В 1958 году в Москве состоялась премьера художественного фильма «Судьба женщины» (премьера в Тбилиси 17 ноября 1957). Производство: Грузия-фильм, 1957. Режиссёр: Николай Санишвили. Экранизация романа М. Джавахишвили «Бремя женщины».